# Beaufou
Beaufou est une commune française située dans le département de la Vendée, en région Pays de la Loire.
Ses habitants sont appelés les Meillerets (sans féminin).

## Géographie
Située dans l'Ouest de la France, au nord du département de la Vendée, Beaufou est une commune du Bocage vendéen : à 20 km au nord de La Roche-sur-Yon, 50 km au sud de Nantes et 40 km de la côte atlantique.
Le territoire municipal de Beaufou s'étend sur 2 906 hectares. L'altitude moyenne de la commune est de 62 mètres, avec des niveaux fluctuant entre 28 et 74 mètres,.
| Saint-Étienne-du-Bois |                  | Les Lucs-sur-Boulogne |
|                       | Beaufou          | Saligny Bellevigny    |
| Palluau               | Le Poiré-sur-Vie | Belleville-sur-Vie    |

### Climat
Pour des articles plus généraux, voir Climat des Pays de la Loire et Climat de la Vendée.
En 2010, le climat de la commune est de type climat océanique franc, selon une étude du CNRS s'appuyant sur une série de données couvrant la période 1971-2000. En 2020, Météo-France publie une typologie des climats de la France métropolitaine dans laquelle la commune est exposée à un climat océanique et est dans la région climatique  Bretagne orientale et méridionale, Pays nantais, Vendée, caractérisée par une faible pluviométrie en été et une bonne insolation. 
Pour la période 1971-2000, la température annuelle moyenne est de 12 °C, avec une amplitude thermique annuelle de 13,7 °C. Le cumul annuel moyen de précipitations est de 859 mm, avec 12,2 jours de précipitations en janvier et 6,7 jours en juillet. Pour la période 1991-2020, la température moyenne annuelle observée sur la station météorologique de Météo-France la plus proche, sur la commune de Palluau à 7 km à vol d'oiseau, est de 12,6 °C et le cumul annuel moyen de précipitations est de 928,6 mm,. Pour l'avenir, les paramètres climatiques de la commune estimés pour 2050 selon différents scénarios d'émission de gaz à effet de serre sont consultables sur un site dédié publié par Météo-France en novembre 2022.

## Urbanisme

### Typologie
Au 1er janvier 2024, Beaufou est catégorisée commune rurale à habitat dispersé, selon la nouvelle grille communale de densité à sept niveaux définie par l'Insee en 2022.
Elle est située hors unité urbaine. Par ailleurs la commune fait partie de l'aire d'attraction de La Roche-sur-Yon, dont elle est une commune de la couronne,. Cette aire, qui regroupe 45 communes, est catégorisée dans les aires de 50 000 à moins de 200 000 habitants,.

### Occupation des sols
L'occupation des sols de la commune, telle qu'elle ressort de la base de données européenne d’occupation biophysique des sols Corine Land Cover (CLC), est marquée par l'importance des territoires agricoles (96,6 % en 2018), en diminution par rapport à 1990 (97,7 %). La répartition détaillée en 2018 est la suivante : terres arables (61,4 %), zones agricoles hétérogènes (19,6 %), prairies (15,6 %), zones urbanisées (3,2 %), forêts (0,2 %). L'évolution de l’occupation des sols de la commune et de ses infrastructures peut être observée sur les différentes représentations cartographiques du territoire : la carte de Cassini (XVIIIe siècle), la carte d'état-major (1820-1866) et les cartes ou photos aériennes de l'IGN pour la période actuelle (1950 à aujourd'hui).

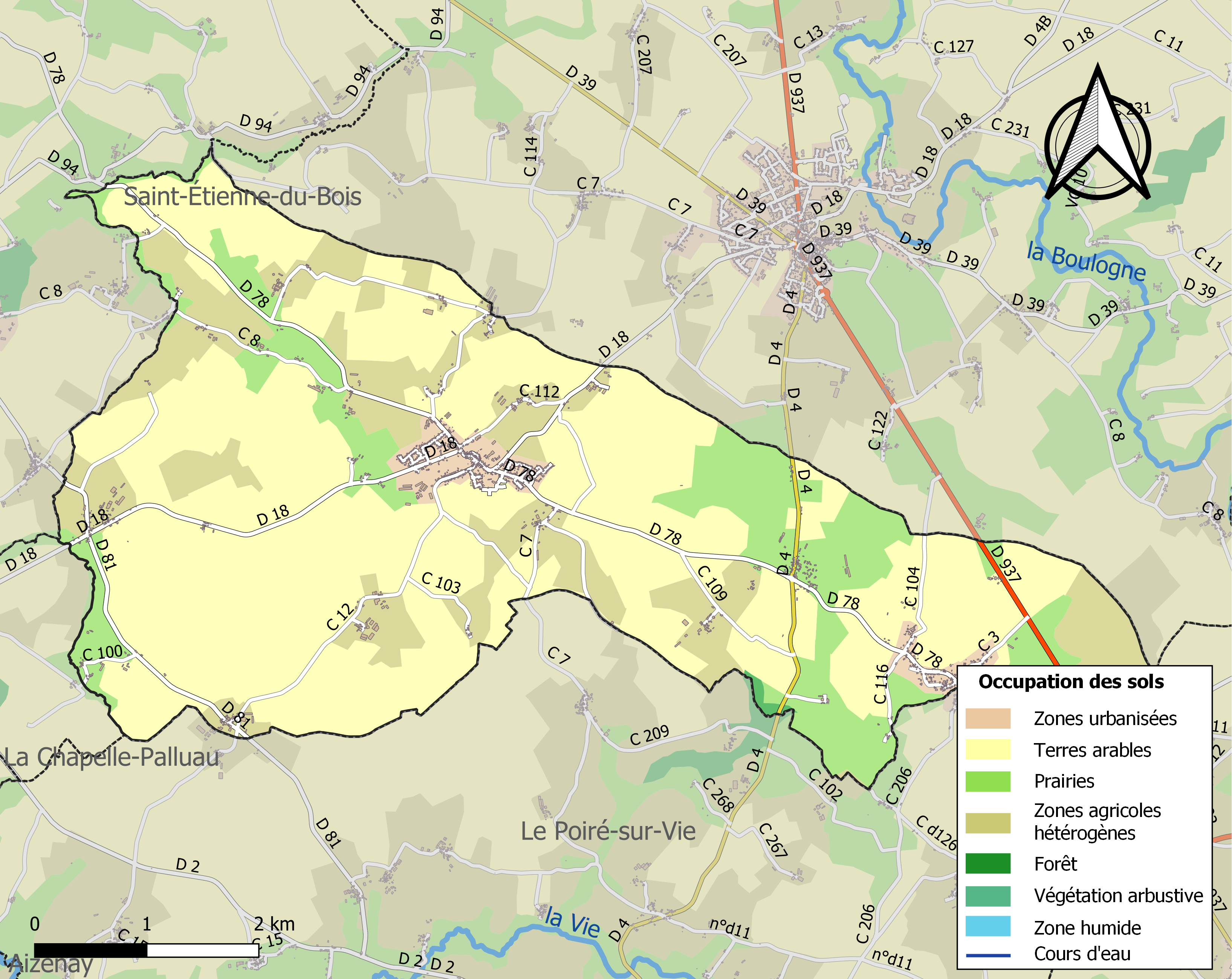
Carte des infrastructures et de l'occupation des sols de la commune en 2018 (CLC).

## Toponymie
De Bello fago en 1104, Beafay en 1337, Beaufoul en 1370, De Beaufon au XIVe siècle, De Bella fago en 1533, Beeafoa, Beaufort en 1648.
Fou est tiré de fagus, hêtre.
Beaufou est issu de l'ancien français beau fou, qui veut dire « beau hêtre ».
En poitevin, la commune est appelée Beafou.

## Histoire
,
À Beaufou, les vestiges de présence humaine remontent au Néolithique. Des haches de pierre polie ont été retrouvées à l’Auspierre, au Boisrond, à la Charnière et au Pré-Sec.
La voie romaine reliant Saint-Georges-de-Montaigu aux Sables d'Olonne traversait la commune de l'Auspierre en passant par la Cantrie et la Marlaie.
L’église romane Notre-Dame de l’Annonciation, construite au XIIe siècle, dépendait de l'abbaye de Marmoutier-les-Tours (Indre-et-Loire). En mars 1568, l’église est incendiée par les Huguenots. À partir de 1648, elle relève de l’évêché de Luçon et elle est restaurée en 1652. Vers 1705, le curé, apprenant les apparitions à Paray-le-Monial en 1673 et 1675, lance le culte du Sacré-Cœur.
En 1793 et 1794, au cours de leurs 13 passages, les colonnes infernales massacrent une grande partie de la population et incendient 57 maisons et à nouveau l’église qui sera restaurée au début du XIXe siècle.

## Héraldique
| Blason | Blasonnement : D'argent au chevron d'azur chargé de sept fleurs de lis d'or posées à plomb, accompagné en chef à dextre d'un hêtre de sinople, en chef à senestre d'une croisette pattée de sable et en pointe d'un cœur croiseté de gueules. |

## Population et société

### Démographie

#### Évolution démographique
L'évolution du nombre d'habitants est connue à travers les recensements de la population effectués dans la commune depuis 1800. Pour les communes de moins de 10 000 habitants, une enquête de recensement portant sur toute la population est réalisée tous les cinq ans, les populations de référence des années intermédiaires étant quant à elles estimées par interpolation ou extrapolation. Pour la commune, le premier recensement exhaustif entrant dans le cadre du nouveau dispositif a été réalisé en 2004.

En 2022, la commune comptait 1 654 habitants, en évolution de +9,9 % par rapport à 2016 (Vendée : +5,33 %, France hors Mayotte : +2,11 %).
| 1800 | 1806 | 1821 | 1831 | 1836  | 1841  | 1846  | 1851  | 1856  |
| ---- | ---- | ---- | ---- | ----- | ----- | ----- | ----- | ----- |
| 522  | 809  | 998  | 988  | 1 031 | 1 138 | 1 165 | 1 116 | 1 075 |

| 1861  | 1866  | 1872  | 1876  | 1881  | 1886  | 1891  | 1896  | 1901  |
| ----- | ----- | ----- | ----- | ----- | ----- | ----- | ----- | ----- |
| 1 125 | 1 189 | 1 141 | 1 210 | 1 160 | 1 260 | 1 302 | 1 305 | 1 327 |

| 1906  | 1911  | 1921  | 1926  | 1931  | 1936  | 1946  | 1954  | 1962 |
| ----- | ----- | ----- | ----- | ----- | ----- | ----- | ----- | ---- |
| 1 307 | 1 259 | 1 072 | 1 046 | 1 044 | 1 040 | 1 028 | 1 003 | 965  |

| 1968 | 1975 | 1982 | 1990 | 1999 | 2004  | 2006  | 2009  | 2014  |
| ---- | ---- | ---- | ---- | ---- | ----- | ----- | ----- | ----- |
| 923  | 815  | 857  | 968  | 907  | 1 033 | 1 053 | 1 154 | 1 433 |

| 2019  | 2022  | - | - | - | - | - | - | - |
| ----- | ----- | - | - | - | - | - | - | - |
| 1 514 | 1 654 | - | - | - | - | - | - | - |

#### Pyramide des âges
En 2018, le taux de personnes d'un âge inférieur à 30 ans s'élève à 41,8 %, soit au-dessus de la moyenne départementale (31,6 %). À l'inverse, le taux de personnes d'âge supérieur à 60 ans est de 16,3 % la même année, alors qu'il est de 31,0 % au niveau départemental.
En 2018, la commune comptait 767 hommes pour 744 femmes, soit un taux de 50,76 % d'hommes, légèrement supérieur au taux départemental (48,84 %).
Les pyramides des âges de la commune et du département s'établissent comme suit.
| Hommes | Classe d’âge | Femmes |
| ------ | ------------ | ------ |
| 0,3    | 90 ou +      | 0,5    |
| 2,7    | 75-89 ans    | 3,4    |
| 13,3   | 60-74 ans    | 12,6   |
| 15,6   | 45-59 ans    | 15,8   |
| 26,4   | 30-44 ans    | 25,9   |
| 15,3   | 15-29 ans    | 12,8   |
| 26,4   | 0-14 ans     | 29,0   |

| Hommes | Classe d’âge | Femmes |
| ------ | ------------ | ------ |
| 0,8    | 90 ou +      | 2,2    |
| 8,7    | 75-89 ans    | 11,1   |
| 20,3   | 60-74 ans    | 21,3   |
| 20     | 45-59 ans    | 19,4   |
| 17,5   | 30-44 ans    | 16,8   |
| 15     | 15-29 ans    | 13,2   |
| 17,7   | 0-14 ans     | 16,1   |

## Divers
- Sa toponymie particulière lui a valu le privilège d'organiser la deuxième rencontre des communes de France aux noms burlesques en 2004, parrainé par l'Association des communes de France aux noms burlesques et chantants,ainsi que la 12e en 2014.
- Le club de tennis de table de l’ASL BEAUFOU qui a fêté ses 50 ans en 2015 avait 110 licenciés en décembre 2016. Grâce à une politique continue de formation des jeunes, il est présent en compétition aux différents niveaux : départemental, régional et national. Il dispose pour la saison 2016-2017 d'une équipe en Nationale 3 Messieurs et une autre en Nationale 1 Dames. Le club, qui dispose à Beaufou, d'une salle spécifique a été choisi pour l'organisation du match de l’équipe de France féminine contre la Slovaquie le 24 janvier 2017. Ce match était qualificatif pour le championnat d’Europe dames.France Slovaquie 240117
- Une habitante de Beaufou, Yvana Cartaud, a été élue Miss Vendée en janvier 2019 puis Miss Pays de Loire en septembre. Elle obtient l'écharpe de 6e dauphine de Miss France 2020, le 15 décembre 2019[34],[35].

## Lieux et patrimoine
- Église Notre-Dame-de-l'Annonciation (XIIe) inscrite au titre des monuments historiques par arrêté du 10 mars 1992

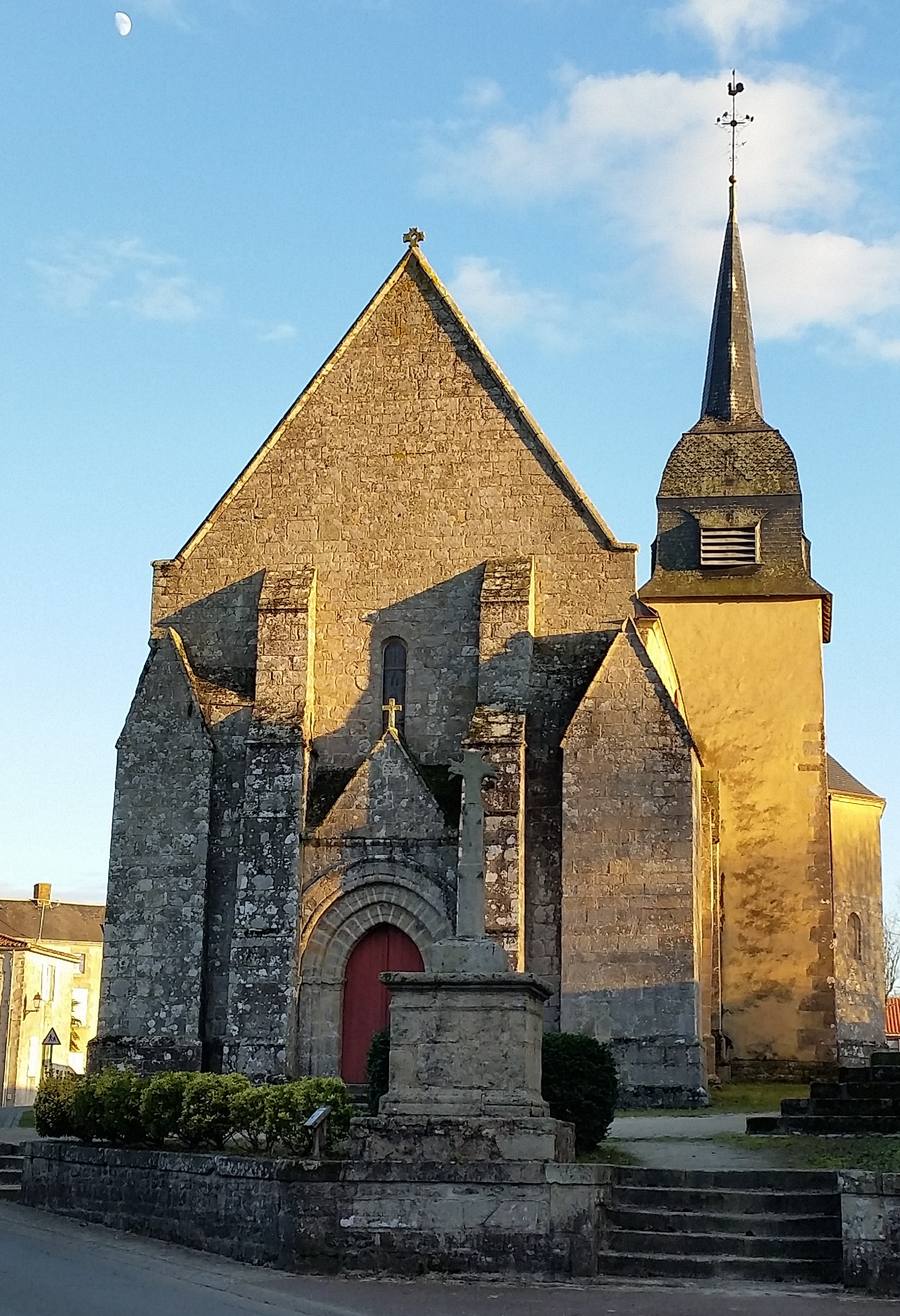
Eglise de Beaufou face ouest

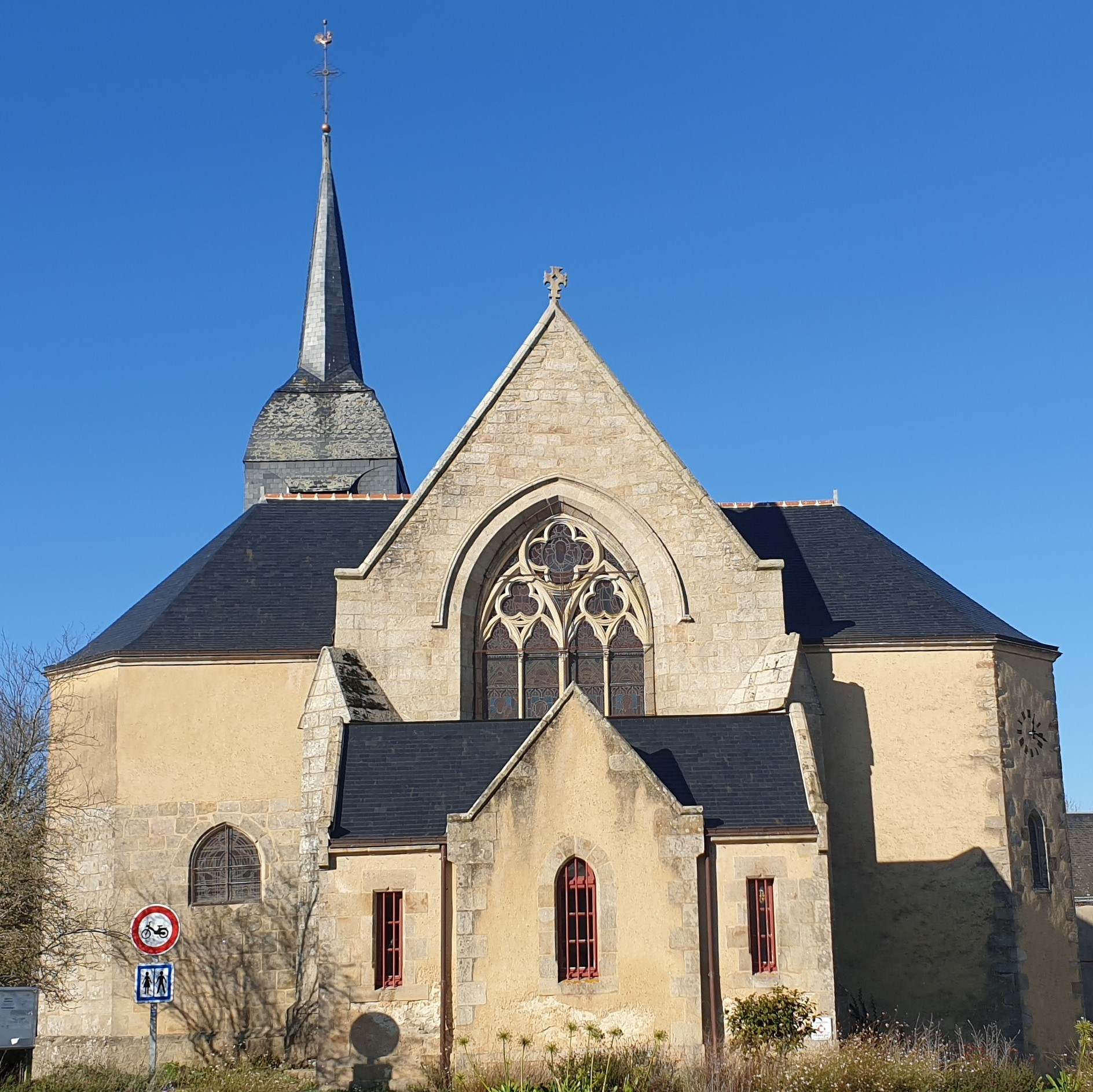
Eglise de Beaufou face est

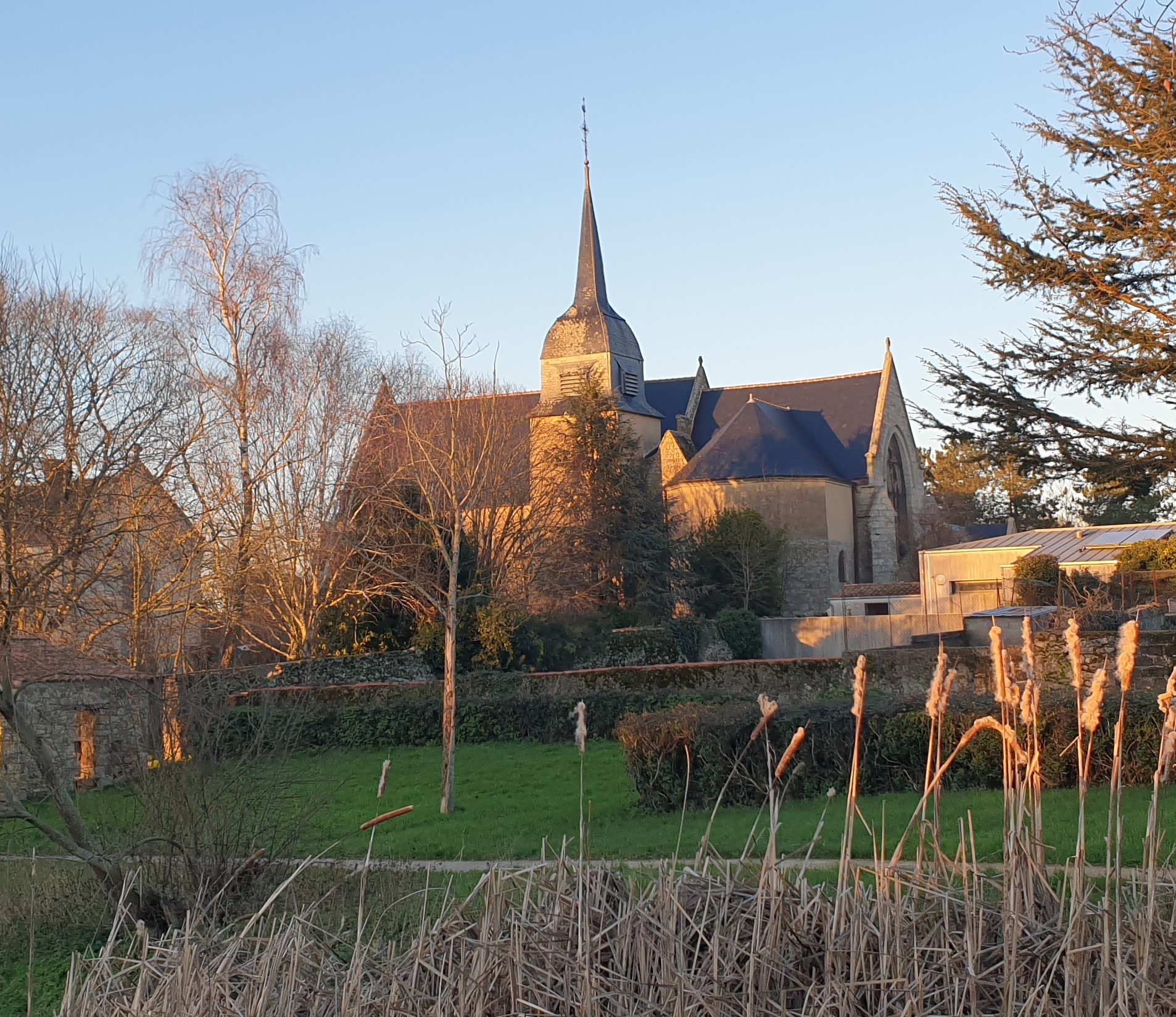
Eglise de Beaufou vue du parc de la Prée

- Château de la Vergne
- La Seigneurie
- Logis de la Vézinière (XVe siècle)
- Croix de la gîte des Rivières